# Tunelul Rennsteig

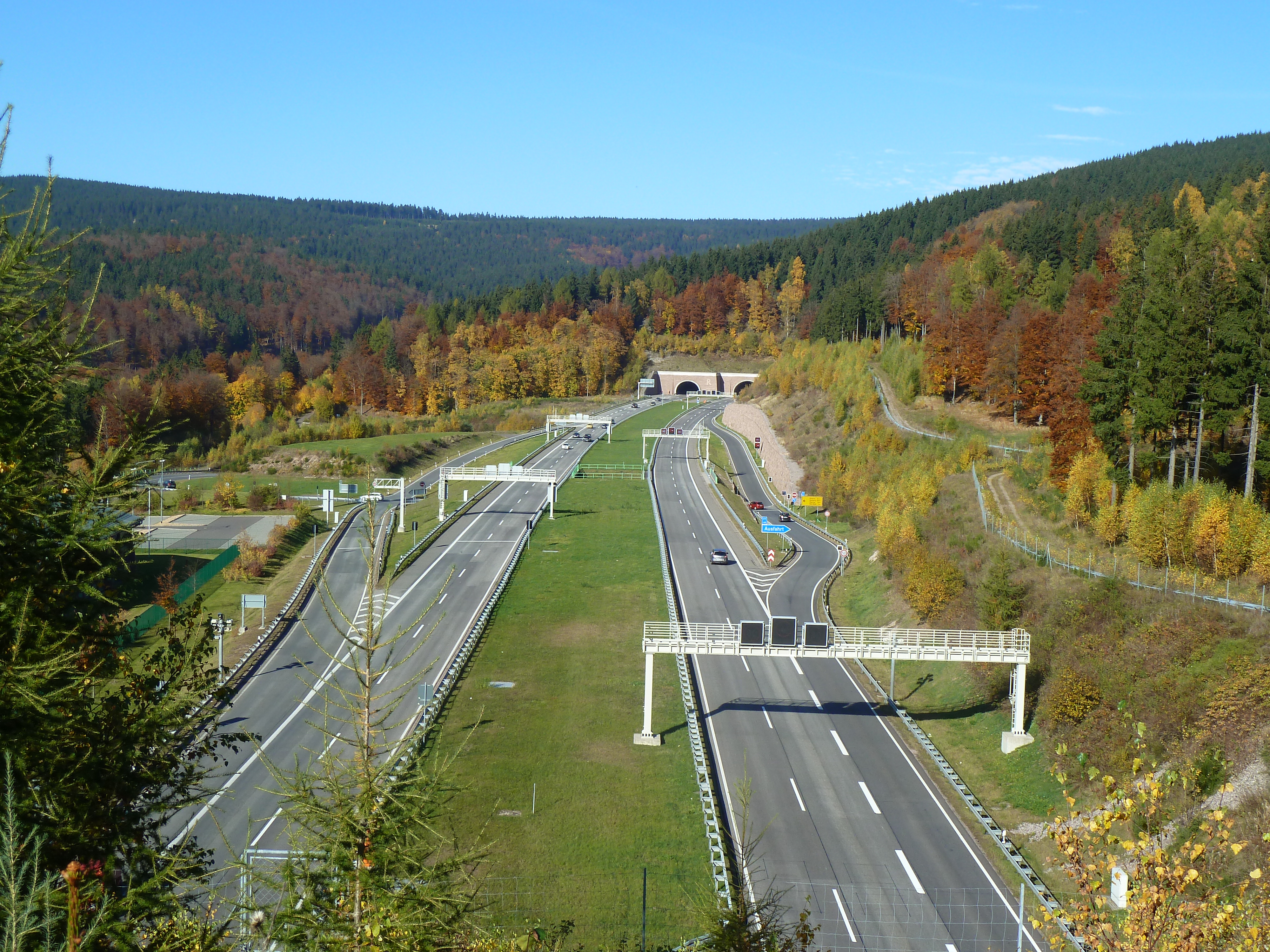
Portalul vestic al tunelului (Oberhof)

Tunelul Rennsteig (în germană Rennsteigtunnel), cu lungimea de 7.916 metri, este cel mai lung tunel rutier din Germania. După tunelul Gran-Sasso, tunelul Plabutsch și tunelul Seelisberg este ca lungime al patrulea tunel rutier bitub din Europa. Ca parte a autostrăzii A 71 Erfurt-Schweinfurt, între joncțiunile Gräfenroda și Oberhof (în Zella-Mehlis), traversează creasta Munților Pădurea Turingiei cu poteca de creastă Rennsteig. După „nașa” sa Christiane Herzog, soția fostului președinte Roman Herzog, se mai numește și Tunelul Christiane. În partea de sud urmează imediat tunelurile Hochwald și Berg Bock, la nord tunelul Alte Burg.

## Istoric
Tunelul a fost construit între 26 iunie 1998 și 5 iulie 2003, când a fost inaugurat de cancelarul federal din acel timp Gerhard Schröder iar deschiderea traficului a avut loc două zile mai târziu. Timpul de construcție a fost de 57 de luni cu costuri de construcție de aproximativ 200 de milioane de euro. A făcut parte din proiectul de trafic rutier al reunirii germane („Verkehrsprojekte Deutsche Einheit” - VDE Nr. 16) și a costat 210 milioane de euro.
Clubul auto german ADAC a votat tunelul Rennsteig în 2004 drept cel mai sigur tunel din Europa.

## Detalii constructive
Datorită ușoarei curburi pe lungime al tunelului, tubul de vest are o lungime de 7.916 metri iar tubul de est este de 7.878 metri. Distanța dintre tuburi este de aproximativ 25 de metri. Fiecare tub are o lățime liberă de 9,5 metri și o înălțime liberă de 4,5 metri. Fiecare tub are două benzi de 3,5 metri lățime, benzi de margine de 0,25 metri, trotuare de urgență cu lățime de un metru pe ambele părți și douăsprezece refugii de avarie. Tuburile sunt legate între ele prin 25 de tuneluri transversale la intervale de 300 de metri. Datorită lungimii tuburilor, există câte o centrală de schimb de aer pentru ventilație (aerisire și degazare), în văile intermediare ale Kehltal-ului, la 3.041 de metri de portalul de nord, la kilometrul 118 și în Floßgraben, la 2.460 de metri de portalul de sud, la kilometrul 120. Aceasta înseamnă că pentru ventilația longitudinală există trei secțiuni de ventilație de aproximativ aceeași lungime. 
Aerul din tunel este absorbit în centralele de schimb de aer prin intermediul a patru ventilatoare axiale și suflat prin coșuri de evacuare a aerului care ies până la 20 de metri deasupra amplasamentului. Aerul proaspăt este aspirat în centralele de ventilație prin tuburile de alimentare cu aer și suflat de patru ventilatoare axiale. 
Ventilația longitudinală este asigurată de ventilatoare axiale cu impuls, cu 28 de unități per tub.
Acoperirea maximă a tunelului în munte, adică distanța verticală dintre tunel și suprafața liberă, este de 205 metri. S-au acumulat 1,35 milioane de metri cubi de material excavat și a fost utilizat în tronsoanele ulterioare ale traseului. A 71 atinge punctul cel mai înalt în mijlocul tunelului, la 670 m dM. Tunelul Rennsteig traversează Brandleitetunnel (tunel feroviar) lângă gara Oberhof. Între cele două există doar aproximativ 6 până la 7 metri de stâncă.

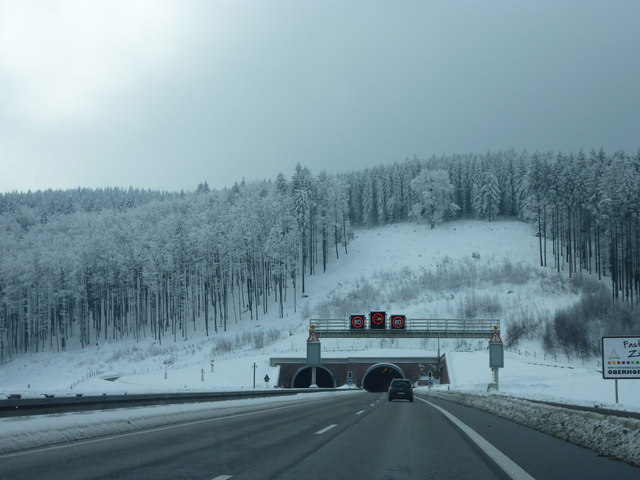
Pădurea Turingiei Intrarea de nord-est în tunelul Rennsteig
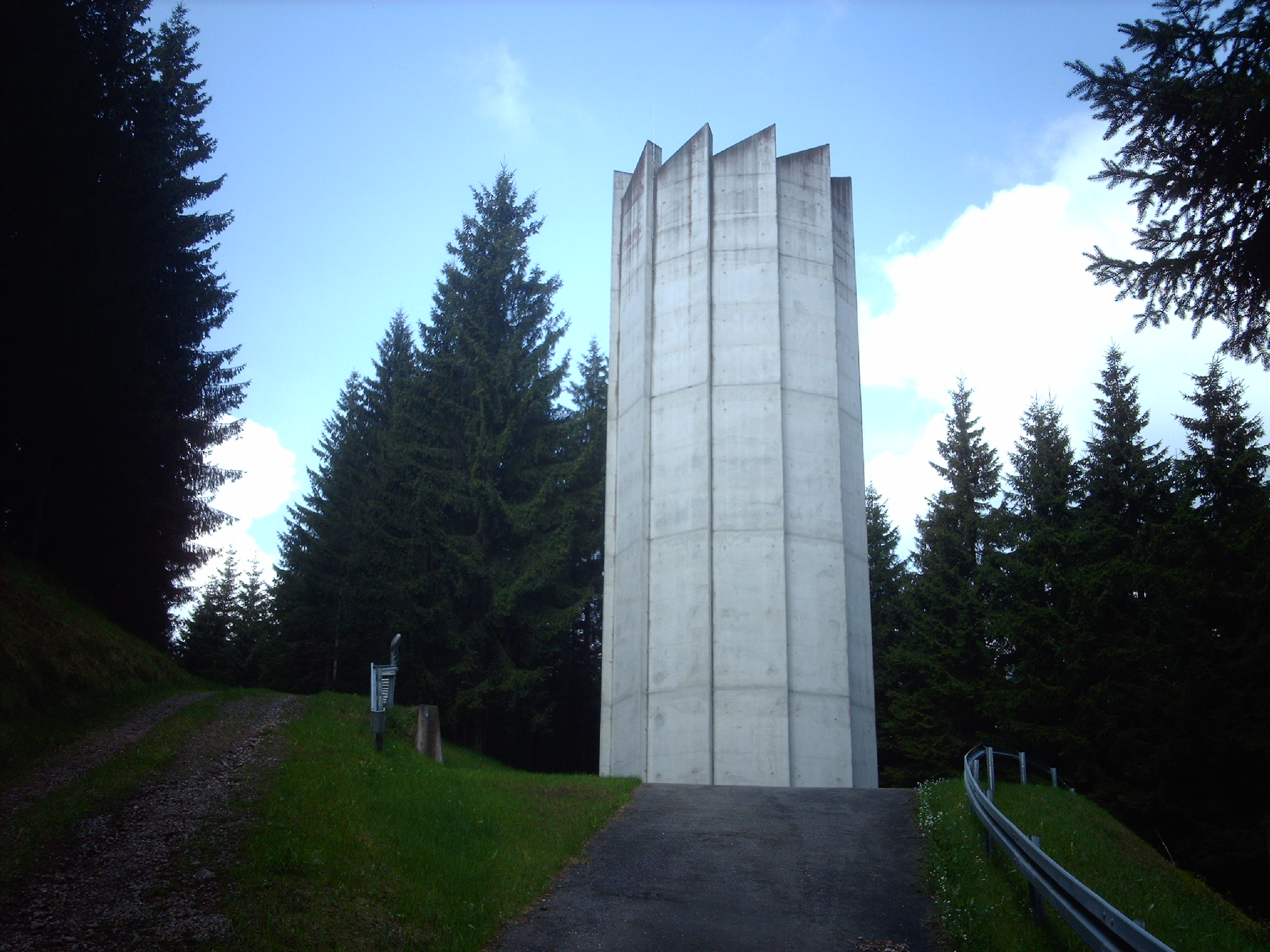
Coș de evacuare a gazelor la tunnelul Rennsteig
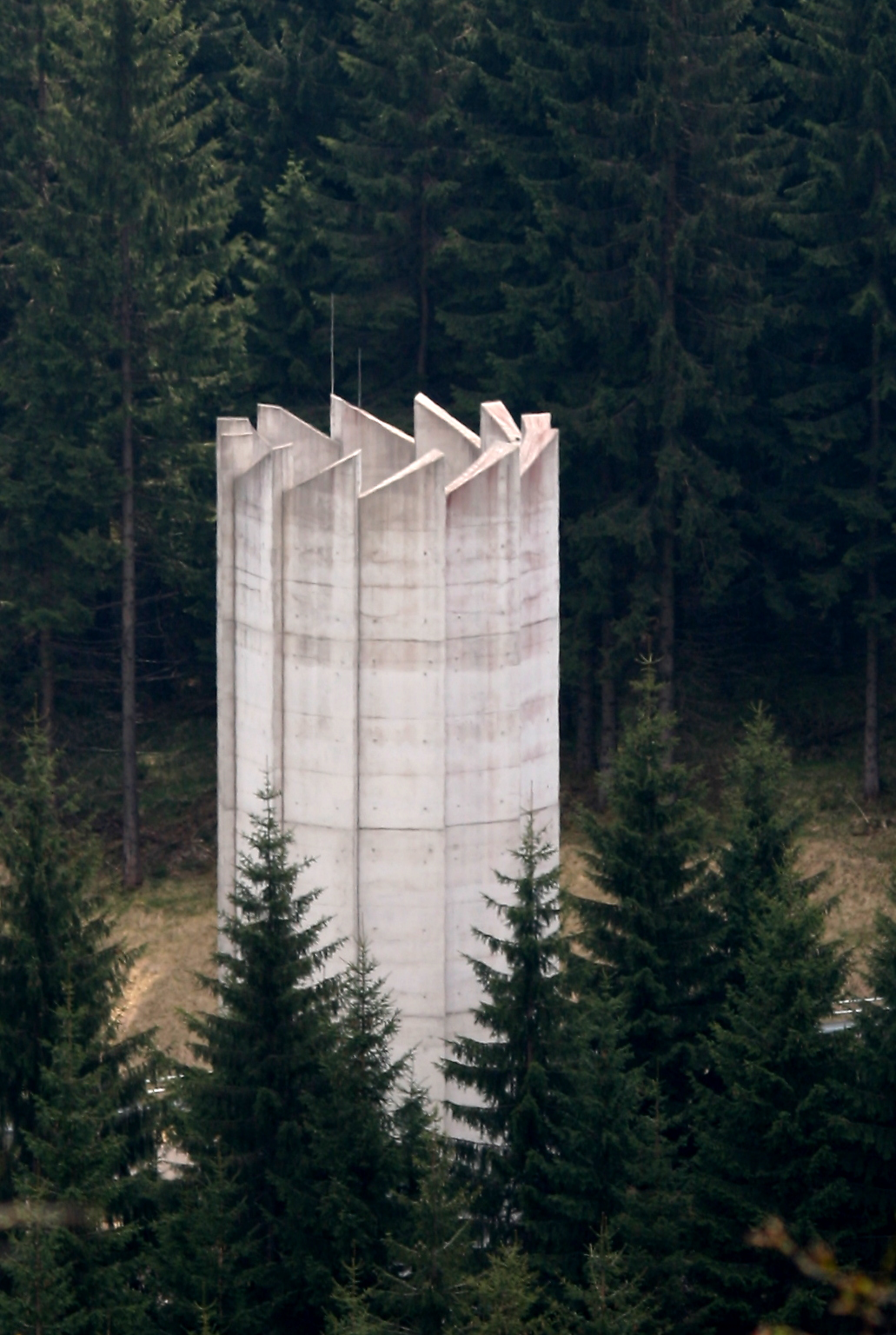
Coș de evacuare a gazelor
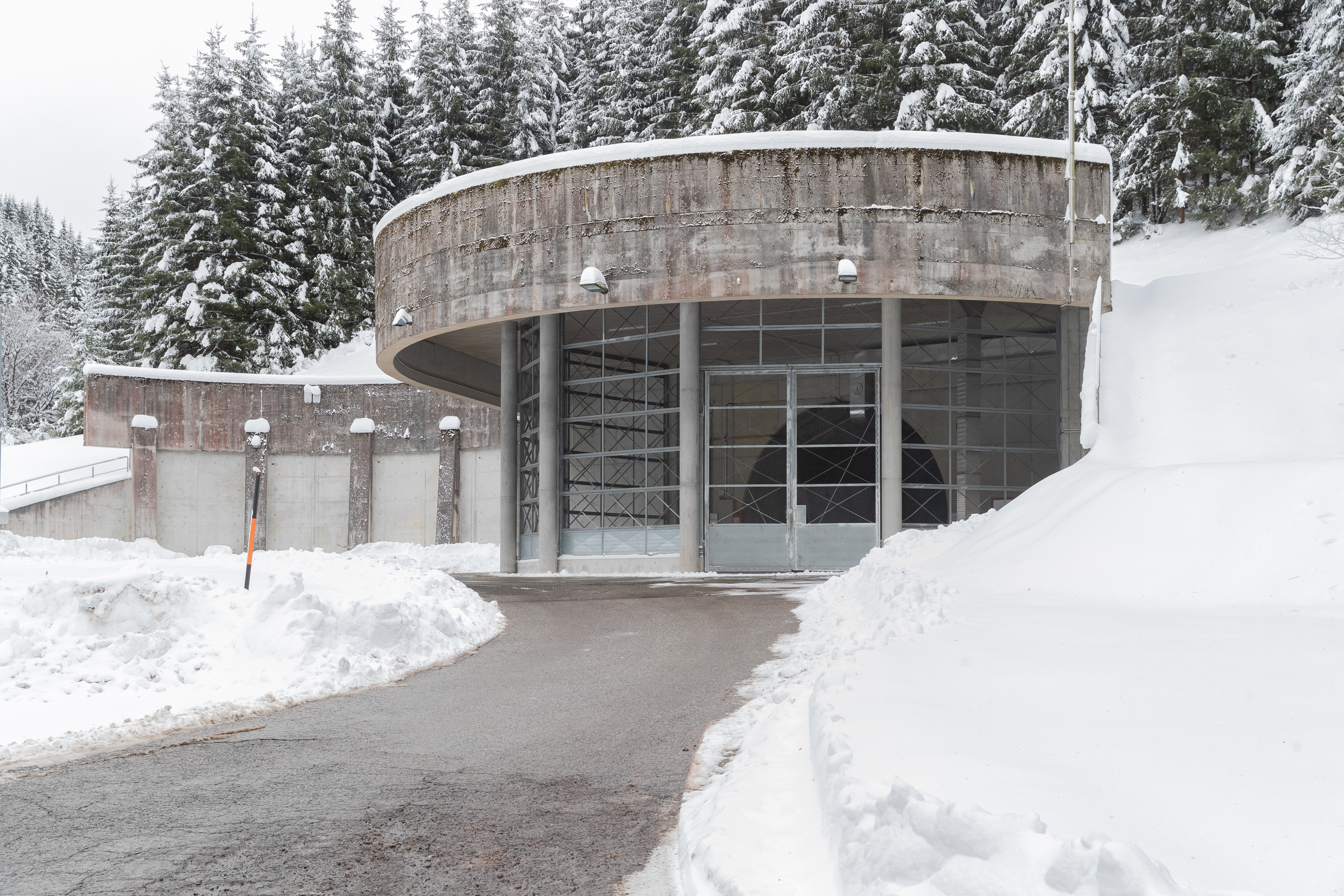
Puțul de alimentare cu aer al centralei de schimb de aer Floßgraben

## Particularitate
Limita de viteză în tunel este de obicei de 80 km/h. Există două puncte de măsurare în fiecare direcție de mers (pe fiecare sens al patrulea refugiu de avarie la km 117 și al nouălea refugiu de avarie la km 120) pentru a monitoriza viteza ambelor benzi. Acestea funcționează cu câmpuri de senzori-piezo încorporate în carosabil și utilizează lumină infraroșie pentru fotografia doveditoare, pe care șoferul nu o percepe, dar care este suficient reflectată pentru a reprezenta șoferul și vehiculul (așa-numita tehnologie bliț-negru).
Acest lucru este pentru a preveni ca șoferul „blițuit” să se sperie și să provoace un accident. Datele sunt transmise automat prin linie de date către biroul central de amenzi al poliției din Turingia, aflat în Artern.